# 検証と反証の非対称性
検証と反証の非対称性（けんしょうとはんしょうのひたいしょうせい、asymmetry of verification and falsification ）とは、ポパーが用いた科学哲学上の用語であり、反証主義（あるいは批判的合理主義）の核に位置する概念である。

## 概説
命題の真偽の判定には以下の二種がある。
1. その命題を肯定する証拠を出す場合（「検証」、もしくは「実証」と呼ばれる）
2. その命題を否定する証拠を出す場合（「反証」と呼ばれる）

そして、全称命題の検証には対象となる範囲の全ての証拠が必要であるが、反証にはわずかな証拠で構わない。これを「検証と反証の非対称性」と呼んでいる。

### 経緯
こうした用語・概念が用いられるようになった背景には、従来用いられていた帰納法には問題があると認識されるようになっていたことがある。
たとえば、砂糖か塩のどちらかが溶けた水の入ったコップが無限に並んでいるとして、「コップの水がすべて塩水である」かどうかを確かめるとする。
そのとき、初めに舐めた水が砂糖水ならば、その時点で全部が塩水ではないと分かり、他の水を舐めてみる必要はない。
しかし、初めに舐めた水が塩水だった場合、次のコップは砂糖水かもしれないので、一個目を舐めただけでは全部塩水であるとはいえない。
同じく二個目のコップが塩水だった場合も、その次の三個目のコップが砂糖水かもしれないので、全部塩水だとはいえない。以降も同じことであり、結局砂糖水が入ったコップに当たるまで、あるいは最後まで舐めてみないと全部塩水だとはいえない。
上記のコップの例のような特殊な事例の場合であれば、確かめる対象は有限で済むかも知れないが、自然科学の分野で記述される自然の法則に関する命題の対象というのは一般に無限個（ケースが無限の数）存在している。“自然法則”は全称命題であるから、上の例のような検証目的の実験をどれほど行おうとも、次の実験で間違いが判明することがありうる。つまり、たとえ何回検証しようが、命題が正しいと断言できない。結局、帰納法を用いている限り、何らかの法則を確かさをもって導くことはできないのである。
哲学者や科学者を悩ませ続けた、帰納法が抱えるこのような問題に対し、カール・ポパーは《検証と反証の非対称性》という概念を用いつつ、人々とは逆の発想でアプローチした。それは、どんな理論も誤ることがありうると前提する可謬主義を採用し（つまり理論群が全て真であることは最初から保証せず）、科学における命題というのは全て、あくまで反証されるまでの間 暫定的に棄却されていない状態にあるにすぎない（あるいは、次第に誤った理論を取り除いてゆく）とする方法である。こうして、検証と反証の非対称性という概念を用いつつ、反証主義を構築したのである。